# Remington (Ohio)
Remington es un lugar designado por el censo ubicado en el condado de Hamilton en el estado estadounidense de Ohio. En el Censo de 2010 tenía una población de 328 habitantes y una densidad poblacional de 591,78 personas por km².

## Geografía
Remington se encuentra ubicado en las coordenadas 39°13′54″N 84°19′10″O / 39.23167, -84.31944. Según la Oficina del Censo de los Estados Unidos, Remington tiene una superficie total de 0.55 km², de la cual 0.55 km² corresponden a tierra firme y (1.4%) 0.01 km² es agua.

## Demografía
Según el censo de 2010, había 328 personas residiendo en Remington. La densidad de población era de 591,78 hab./km². De los 328 habitantes, Remington estaba compuesto por el 85.98% blancos, el 0.91% eran afroamericanos, el 0.3% eran amerindios, el 10.98% eran asiáticos, el 0% eran isleños del Pacífico, el 0.3% eran de otras razas y el 1.52% pertenecían a dos o más razas. Del total de la población el 0.61% eran hispanos o latinos de cualquier raza.